# Brochier
Brochier är en kommun i Brasilien.   Den ligger i delstaten Rio Grande do Sul, i den södra delen av landet, 1 600 km söder om huvudstaden Brasília. Antalet invånare är 4 677.
I omgivningarna runt Brochier växer i huvudsak städsegrön lövskog. Runt Brochier är det ganska glesbefolkat, med 24 invånare per kvadratkilometer.